# 奇利金區

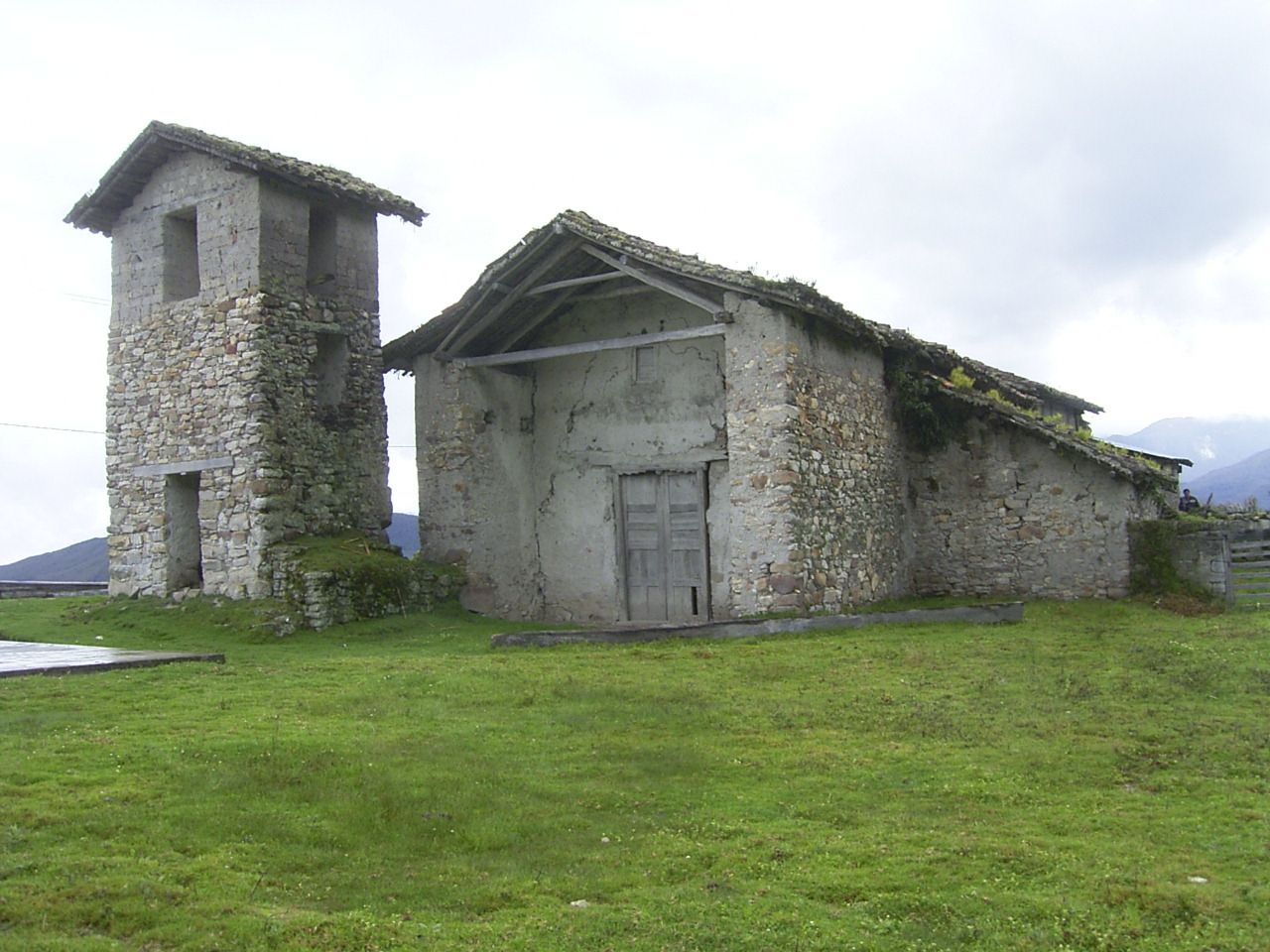

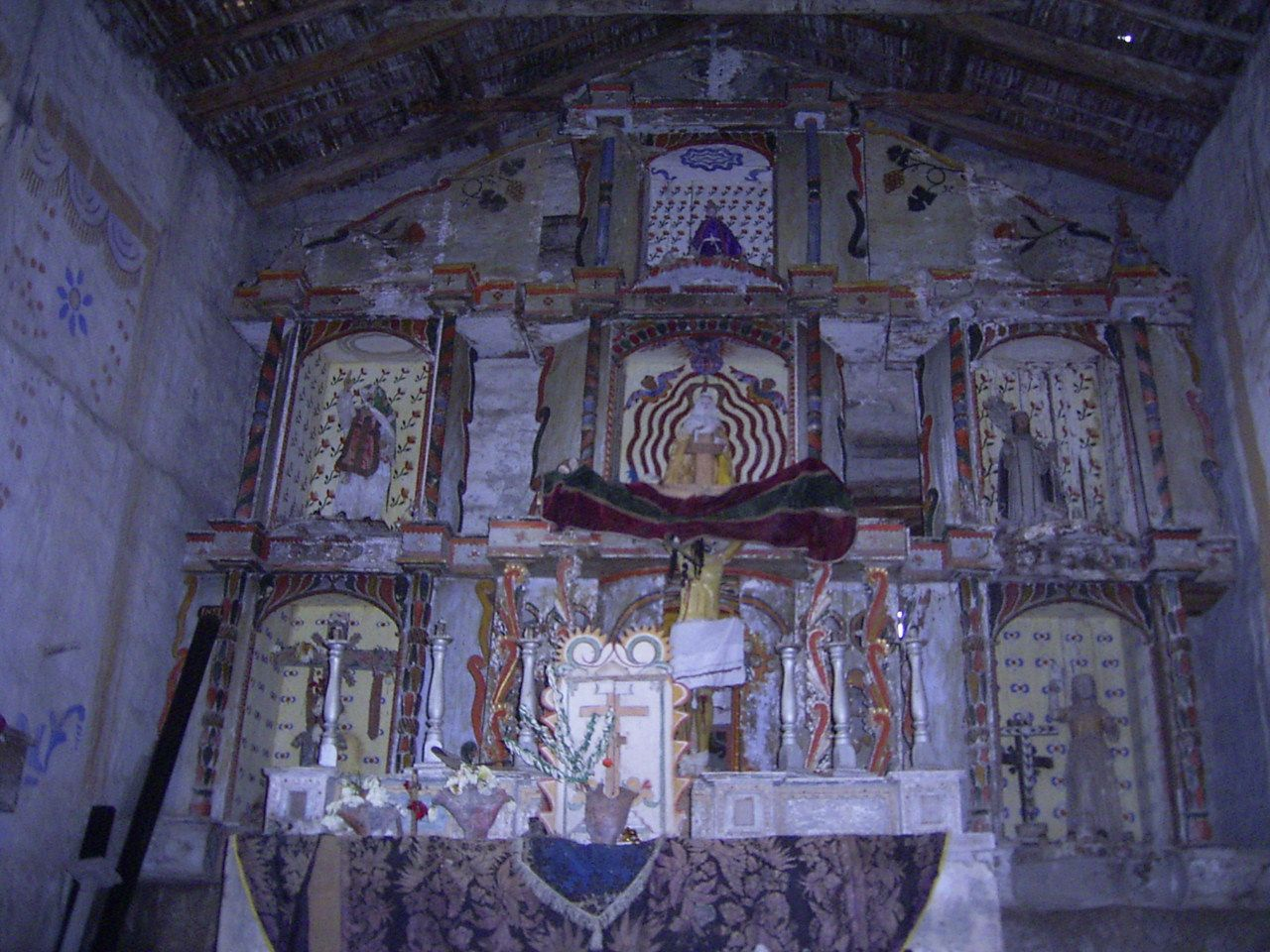

奇利金區（西班牙語：Distrito de Chiliquín），是秘魯的一個區，位於該國北部亞馬遜大區的查查波亞斯省，面積143.4平方公里，2005年該區人口952，人口密度每平方公里6.6人。
6°04′41″S 77°44′14″W / 6.07814°S 77.73714°W